# Albertus Soegijapranata
Albertus Soegijapranata S.J. (1895 - 1963) là một Giám mục người Indonesia của Giáo hội Công giáo Rôma. Ông nguyên là Tổng giám mục chính tòa Tổng giáo phận Semarang và Chủ tịch Hội đồng Giám mục Indonesia. Trước đó, ông cũng là Giám mục Đại diện Quân đội Indonesia và Đại diện Tông Tòa Hạt Đại diện Tông Tòa Semarang trước khi trở thành Tổng giám mục chính tòa. Ngoài ra, ông cũng tham dự Giai đoạn I của Công đồng Vatican II với tư cách là một nghị phụ.

## Tiểu sử
Tổng giám mục Albertus Soegijapranata sinh ngày 25 tháng 11 năm 1895 hoặc 1896. Sau quá trình tu học dài hạn tại các cơ sở chủng viện theo quy định từ Giáo luật, ngày 15 tháng 8 năm 1931, Phó tế Soegijapranata, 35 tuổi, tiến đến việc được truyền chức linh mục. Tân linh mục cũng là thành viên dòng Tên [Viết tắt S.J.].
Sau gần 10 năm phục vụ trên cương vị là một linh mục, ngày 1 tháng 8 năm 1940, tin tức từ Tòa Thánh cho biết Giáo hoàng đã chọn linh mục Albertus Soegijapranata vào hàng ngũ các Giám mục, cụ thể với vị trí Đại diện Tông Tòa Hạt Đại diện Tông Tòa Semarang và danh hiệu Giám mục Hiệu tòa Danaba. Lễ tấn phong cho vị tân chức được tổ chức vào ngày 6 tháng 11 cùng năm, với phần nghi thức chính yếu của nghi lễ cử hành bởi 3 giáo sĩ cao cấp. Chủ phong cho vị tân chức là Giám mục Pieter Jan Willekens, S.J., Đại diện Tông Tòa Hạt Đại diện Tông Tòa Batavia. Hai vị giám mục còn lại với vai trò phụ phong gồm có Giám mục Antoine Everard Jean Avertanus Albers, O. Carm., Đại diên Tông Tòa Hạt Đại diện Tông Tòa Malang và Giám mục Henri Martin Mekkelholt, S.C.I., Đại diện Tông Tòa Hạt Đại diện Tông Tòa Palembang. Tân giám mục chọn cho mình khẩu hiệu:In nomine Jesu.
Gần mười năm sau đó, ngày 25 tháng 12 năm 1949, Tòa Thánh quyết định bổ nhiệm Giám mục Soegijapranata kiêm nhiệm thêm chức vị Đại diện Tông Tòa tại Quân đội Philipines. Ngày 3 tháng 1 năm 1961, tin tức từ Tòa Thánh loan báo việc nâng cấp Hạt Đại diện Tông Tòa Semarang làm Tổng giáo phận Semarang, đồng thời ra quyết định tái bổ nhiệm Giám mục Albertus Soegijapranata quản lý giáo phận tân lập, với danh hiệu mới là Tổng giám mục chính tòa Tổng giáo phận Semarang.
Ông qua đời hai năm sau khi trở thành Tổng giám mục vào ngày 22 tháng 7 năm 1963, thọ 67 tuổi.
Ngoài các chức danh chính thức từ Tòa Thánh, ông còn kiêm nhiệm vị trí Chủ tịch Hội đồng Giám mục Indonesia từ năm 1958 đến năm 1963, ngoài ra, ông cũng là một nghị phụ tham dự Giai đoạn 1 của Công đồng Vatican II.